# Mutazione (romanzo)
Mutazione (Downward to the Earth), è un romanzo di fantascienza dello scrittore statunitense Robert Silverberg del 1969.

## Storia editoriale
Il romanzo è stato pubblicato per la prima volta diviso in quattro puntate nei numeri di novembre 1969, dicembre 1969, febbraio 1970 e marzo 1970 della rivista Galaxy Science Fiction e ristampato in un unico volume, in edizione paperback nell'agosto del 1970.
La storia si ispira al romanzo Cuore di tenebra (1899) di Joseph Conrad, uno degli scrittori preferiti di Silverberg.
Il titolo originale, Downward to the Earth, allude al passo biblico dell'Ecclesiaste 3:21 "Chi sa se il soffio vitale dell'uomo salga in alto e se quello della bestia scenda in basso nella terra?"

## Trama
(Robert Silverberg, Mutazione)
Il "Mondo di Holman" era una colonia terrestre e le sue risorse sono state per anni saccheggiate dall'Uomo che ha anche sfruttato il lavoro delle due razze senzienti, entrambe pacifiche: gli erbivori Nildor, simili ad elefanti e i Sulidoror, onnivori antropomorfi. Il prodotto maggiormente ricercato è il veleno estratto da alcuni enormi vermi dal quale si estrae una medicina per rigenerare i tessuti ma che, a piccole dosi, è anche una potente droga. Nel 2039 il pianeta ha ottenuto l'indipendenza, grazie alla politica anticolonialista impostasi sulla Terra. Edmund Gundersen è stato l'amministratore del pianeta per venticinque anni e, un anno dopo l'indipendenza, abbandona il pianeta e ritorna sulla Terra. Otto anni dopo decide di ritornare sul pianeta alieno, che ora viene chiamato con il nome indigeno, Belzagor. La decisione di Edmund è motivata dai sensi di colpa per aver trattato le popolazioni locali con superficialità.
I Nildoror hanno una tradizione della quale i terrestri ignorano i particolari: più volte nel corso della loro vita intraprendono un viaggio nell "zona delle nebbie" dove partecipano a un rito di passaggio dal quale escono trasformati. Ogni viaggio rappresenta per loro una rinascita e gli esemplari che hanno partecipato più volte al rito sono quelli maggiormente influenti e rispettati. Uno delle maggiori crucci di Edmund è quello di aver impedito, quando era amministratore del pianeta, a sette Nildoror di recarsi nella zona delle nebbie per partecipare al rito, costringendoli invece a lavorare per riparare ai danni causati da un'inondazione alle installazioni terrestri. Edmund decide di assistere ad una cerimonia di rinascita come espiazione, ma per questo deve ottenere il placet di uno dei più anziani Nildoror, Vol'himyor. L'autorizzazione è ottenuta a patto di ritrovare Cedric Cullen, un terrestre ricercato dai Nildoror e rifugiatosi dai Sulidoror nella zona delle nebbie. Edmund accetta ma ponendo a sua volta alcune condizioni: non costringerà Cedric a seguirlo e, qualora questi accetti di tornare indietro, non dovrà subire punizioni da parte dei Nildoror. Il viaggio inizia ed Edmund si unisce a un gruppo di alieni diretti zona delle nebbie accompagnato dal Nildoror di nome Srin'gahar. Lungo il viaggio incontra due terrestri infestati da un parassita che li ha ridotti a larve umane. Oramai incurabili, e con l'aiuto di un Sulidoror, li eutanasizza. Successivamente ritrova una sua vecchia amica e amante, Seena Royce, che vive isolata con il compagno, Jeff Kurtz, che aveva preso parte alla rinascita e che per questo aveva avuto il corpo orrendamente mutato. Edmund ha anch'egli intenzione di sottoporsi al rito e, nonostante Seena tenti di dissuaderlo, l'uomo non cambia decisione. Edmund è convinto che la rinascita abbia effetti diversi da persona a persona e che gli esiti disastrosi della mutazione di Kurtz dipendano dai molti peccati commessi dall'uomo nei confronti dei Nildoror: infatti, anni addietro, il terrestre aveva diffuso la droga dei vermi tra gli alieni, precludendo in tal modo a molti di loro la rinascita.
Nella zona delle nebbie Edmund ritrova Cedric Cullen, nascosto in un villaggio dei Sulidoror ammalato di tumore e accudito dagli alieni. L'uomo racconta a Edmund il "reato" di cui è accusato dai Nildoror; il terrestre ha involontariamente assistito a un cruento rito di purificazione dai peccati cui i Nildoror dovevano sottoporsi dopo essersi abbandonati alla droga offertagli da Kurtz. Per questo Cedric è ricercato dai Nildoror che ne vogliono cancellare i ricordi. Edmund tenta di convincere l'amico a ritornare indietro per essere curato ma questi non vuole, temendo che la cancellazione dei ricordi, cui i Nildoror lo vogliono sottoporre, potrebbe distruggergli la personalità. Il giorno dopo l'incontro Cedric muore ed Edmund riprende il viaggio con Srin'gahar. Ben presto si smarrisce e continua da solo il viaggio giungendo in una grotta dove avviene il rito. Qui scopre che le due razze senzienti di Belzagor sono due facce della stessa medaglia e che a ogni rinascita i Nildoror si trasformano in Sulidoror e viceversa, ringiovanendo. Edmund affronta il rischio e si sottopone al rito, che consiste nell'assunzione del veleno dei vermi: al termine della rinascita si ritrova mutato, non tanto nel corpo, ma soprattutto nell'animo, scoprendo in sé nuovi poteri che decide di usare a vantaggio dell'uomanità e per curare Kurtz. Edmund rincontra anche Srin'gahar, trasformatosi in Sulidoror, che gli rivela di essere uno dei sette Nildoror cui l'uomo, anni prima, aveva impedito di partecipare al rito ma di averlo perdonato.

## Personaggi
Edmund GundersenQuarantottenne, ex responsabile per una compagnia terrestre dell'amministrazione del pianeta Belzagor. Ritorna sul mondo alieno anni dopo per assistere a un misterioso rito alieno.
Seena RoyceAmica di Gundersen e sua ex amante. È rimasta sul pianeta in compagnia del compagno Kurtz.
Cedric CullenUn terrestre che ha involontariamente assistito a un cruento rito di purificazione dai peccati dei Nildoror. Per questo è ricercato dagli alieni che ne vogliono cancellare i ricordi. L'uomo si nasconde nella zona delle nebbie tra gli ospitali Sulidoror.
Jeff KurtzIl personaggio è ispirato all'omonimo Kurtz di Cuore di Tenebra di Conrad.  L'uomo ha per anni somministrato droghe agli alieni, inibendogli volutamente la possibilità di partecipare al rito di rinascita. Afflitto dai sensi di colpa, si sottopone lui stesso al rito, rimanendo orrendamente mutato nel corpo e nell'animo.
Vol'himyorL'anziano Nildoror cui Edmund si rivolge per ottenere l'autorizzazione ad assistere al rito della rinascita.
Srin'gaharIl Nildoror che accompagna Edmund nella zona delle nebbie per assistere al rito della rinascita.

## Altri media
Il romanzo ha ispirato il fumetto Downward to the Earth pubblicato nel 2018 dall'editore Humanoids Inc., disegnato da Laura Zuccheri e sceneggiato da Philippe Thirault.

## Edizioni
- (EN) Robert Silverberg, Downward to the Earth (parte 1 di 4), in Galaxy Science Fiction, vol. 29, n. 3, Universal Publishing & Distributing Corporation, novembre 1969.
- (EN) Robert Silverberg, Downward to the Earth (parte 2 di 4), in Galaxy Science Fiction, vol. 29, n. 4, Universal Publishing & Distributing Corporation, dicembre 1969.
- (EN) Robert Silverberg, Downward to the Earth (parte 3 di 4), in Galaxy Science Fiction, vol. 29, n. 5, Universal Publishing & Distributing Corporation, febbraio 1970.
- (EN) Robert Silverberg, Downward to the Earth (parte 4 di 4), in Galaxy Science Fiction, vol. 29, n. 6, Universal Publishing & Distributing Corporation, marzo 1970.
- (EN) Robert Silverberg, Downward to the Earth, Nelson Doubleday / SFBC, 1970.
- (FR) Robert Silverberg, Les profondeurs de la terre, in Le fils de l'homme / Les profondeurs de la terre, Club du Livre d'Anticipation, n. 41, OPTA, 1973.
- (DE) Robert Silverberg, Die Mysterien von Belzagor, Heyne Science Fiction & Fantasy, n. 3345, Heyne, 1973.
- Robert Silverberg, Mutazione, traduzione di Roberta Rambelli, Cosmo. Collana di Fantascienza, n. 85, Editrice Nord, 1979.
- (ES) Robert Silverberg, Super Ficción, n. 66, Martínez Roca, 1981.
- Robert Silverberg, Mutazione, traduzione di Roberta Rambelli, I Reprint di Fantascienza, n. 1, Editrice Nord, 1984.
- Robert Silverberg, Mutazione, in Ali della notte, Mutazione, Il secondo viaggio, traduzione di Delio Zinoni, I Massimi della Fantascienza, n. 34, Editrice Nord, 1993.